# Mitsui Group
Mitsui Group (яп. 三井グループ мицуи гуру:пу) — японская финансово-промышленная группа, одна из крупнейших в мире. Её формирование началось в конце XIX века в виде дзайбацу (денежного клана) Мицуи, который достиг наибольшего могущества в конце 1930-х годов, но после окончания Второй мировой войны был ликвидирован. С 1950-х началось восстановление конгломерата в виде сого сёся (торговой компании). Включает десятки дочерних компаний в разных отраслях экономики, а также совместные предприятия и партнёрства по всему миру.

## История
Семья Мицуи прослеживает свою историю до 1100 года. Первые несколько веков это был род воинов-самураев. В середине XVII века, однако, роль самураев изменилась, и Мицуи Сокубэй, глава семьи, стал хонином, то есть торговцем, занявшись изготовлением саке. Его сын Мицуи Такатоси (1622—1694) расширил семейное дело, включив в него торговлю бакалейными товарами, а также ломбард и обмен валют (последнее направление развилось в банк).
К 1700 года лавка Мицуи превратилась в самый крупный магазин в Эдо. От нее ведет свое начало один из крупнейших современных универмагов — «Мицукоси», получивший это название в 1928 году. Затем Мицуи открыл филиалы в Киото и Осаке.
В начале XVIII века центр деятельности клана Мицуи, который включал в себя 11 семей, в совместном владении которых находилось все имущество клана, переместился в Киото.
В 1860-е финансовое положение компании ухудшилось, и в неё впервые в качестве управляющего был приглашён человек не из семьи, Миномура Ридзаэмон, который, благодаря связям в правительстве, сумел вывести Мицуи из кризиса. После восстановления власти императора Муцухито компания Mitsui фактически стала правительственным банком, также являясь одним из четырёх крупнейших дзайбацу страны, наряду с Mitsubishi, Sumitomo и Yasuda. По настоянию Миномуры в 1873 году штаб-квартира Mitsui была перенесена из Киото в Токио.
В 1876 году в Токио была основана компания Мицуи-буссан-кайся (Торговая компания Мицуи). Её возглавил Миномура, однако уже в следующем году он умер и его место занял Масуда Такаси (1848—1938). Компания занялась экспортом угля в Китай, для чего было открыто представительство в Шанхае, первый зарубежный форпост Мицуи. В 1877 году Mitsui Bussan осуществляла военные поставки правительственным войскам во время Сацумского восстания, заработанные на этом 200 тысяч иен пошли на открытие представительств в Гонконге (1878 год) и Нью-Йорке (1879 год). В 1882 году Mitsui Bussan стала поставлять текстильное оборудование для Текстильной компании Осаки, преимущественно производства британской компании Platt & Company; в 1886 году Mitsui стала её эксклюзивным представителем в Японии. К 1888 году объём импорта этого оборудования достиг 270 тысяч иен. Следующим направлением деятельности Mitsui Bussan стал импорт хлопка, с 1887 года китайского из Шанхая, с 1892 года более дешёвого и качественного индийского из Бомбея, с 1900 года также американского через представительство в Нью-Йорке. К концу XIX века Mitsui Bussan контролировала треть импорта хлопка в Японию. Наиболее серьёзной проблемой Mitsui Bussan в эти десятилетия была зависимость от монополиста в сфере морских перевозок, компании Mitsubishi. Mitsui неоднократно предпринимала попытки основать свою судоходную компанию, однако безуспешно; лишь с началом XX века у компании появилось своё транспортное подразделение (в 1903 году), а в 1917 году была основана судостроительная компания Mitsui Engineering & Shipbuilding.
Благодаря международным договорам, подписанным Японией после окончания Первой мировой войны, влияние Японии в Азии существенно возросло. Mitsui приняла активное участие в развитии промышленной инфраструктуры в японских колониях — Тайване, Корее и Маньчжурии. В 1920-х годах компанию возглавил Такума Дан, под его руководством количество дочерних компаний Mitsui выросло в четыре раза. В то же время Mitsui стала объектом террористических атак со стороны «молодых офицеров» как крупнейшая дзайбацу Японии, в частности в 1932 году был убит Такума. Его сменил Сэйхин Икэда, в качестве уступок большинство дочерних компаний были преобразованы в публичные, в 1933 году был создан фонд помощи неимущим на 30 млн иен, а после «Инцидента 26 февраля» (бунта правых офицеров) в 1936 году семья Мицуи объявила, что прекратит своё участие в управлении Mitsui Bussan.
Mitsui Bussan, как и другие дзайбацу, участвовала в милитаризированной индустриализации Японии, особенно после оккупации Китая в 1937 году. В этот год были основаны Toyota Motor Corporation и Showa Aircraft Industry Company. Mitsui Bussan стал крупнейшим конгломератом в мире, на него работали 2,8 млн человек. Во время Второй мировой войны Mitsui Bussan присутствовала на всех оккупированных Японией территориях.
На момент окончания Второй мировой войны большинство предприятий Mitsui были разрушены бомбардировками. Американские оккупационные власти приняли решение о ликвидации дзайбацу, Mitsui Bussan была разделена на 180 отдельных компаний и ни одна из них не имела права использовать довоенный логотип. Наиболее крупными из этих компаний были Nitto Warehousing Company, Daiichi Bussan, Nippon Machinery Trading, Tokyo Food Products и другие. Mitsui Bank, который во время войны был объединён с Daiichi и Daijugo Banks под названием Teikoku Bank, был разделен на два банка, Mitsui и Daiichi. Добывающая компания Mitsui Mining была реорганизована и переименована в Mitsui Metal Mining. Nettai Sangyo и Mitsui Wood Vessels были ликвидированы, а Mitsui Lumber была объединена с Nitto Warehousing Company. Связанные с Mitsui компании, такие как Tokyo Shibaura Electric (впоследствии Toshiba) и Toyota стали полностью независимыми. Однако антимонопольные законы, запрещавшие восстановление дзайбацу, в 1950-е годы были послаблены, Nitto Warehousing и Daiichi начали поглощать бывшие составляющие конгломерата, и в 1958 году появилась новая Mitsui Bussan, в 1960 году она была зарегистрирована как сого сёся (торговая компания).
В 1965 году Mitsui купила сталелитейную компанию Kinoshita Sansho steel company и объединила её со своей компанией Japan Steel Works, Ltd., основанной в 1907 году. Железная руда для сталелитейного производства поступала в основном из западной Австралии, где Mitsui сформировала несколько совместных предприятий. Ещё одно совместное предприятие, Alumax, было образовано в 1973 году с компанией AMAX, оно занималось производством алюминия.
В нефтехимическую отрасль Mitsui вошла в 1958 году с основанием Mitsui Koatsu. В 1973 году началось строительство ирано-японского нефтехимического комплекса Бендер-Хомейни, совместного предприятия Mitsui и иранской национальной нефтехимической компании. Комплекс стоимостью 3 млрд долларов должен был стать крупнейшим на Ближнем Востоке. К 1973 году он был готов на 85 %, но с началом иранской революции работы были приостановлены, кроме того, на строительство уже было перерасходовано миллиард долларов. С финансовой помощью японского правительства в размере $100 млн строительство было возобновлено, но вновь прервано в начале 1980-х в связи с ирано-иракской войной. Комплекс был одной из основных мишеней бомбардировок, поэтому был сильно повреждён. Наконец, в 1989 году Mitsui достигла соглашения с правительством Ирана, по которому она выходила из этого проекта, заплатив компенсацию в размере $900 млн, также предоставляла Ирану долгосрочный кредит в $500 млн на покупку оборудования для нефтедобычи и покупала на $300 млн иранскую нефть. Первая очередь комплекса была открыта в 1990 году, вторая — в 1994 году и третья — в 1996 году.
Не оставила без внимания Mitsui и сферу высоких технологий. В 1984 году компания образовала совместное предприятие по производству компьютеров с калифорнийской Kaypro Corporation. К концу 1980-х Mitsui участвовала в запусках спутников, создании волокно-оптической коммуникационной сети в Токио, импорте в Японию высокотехнологичного медицинского оборудования и разработке офисного программного обеспечения. Интересы компании были также и в области биотехнологий, в частности учёные Mitsui вывели новые сорта гибридного риса.
В 1990-м году финансовая основа Mitsui Group, банк Мицуи, объединился с основанным в 1973 году в Кобе Taiyo Kobe Bank под названием Sakura Bank. Sakura Bank, в свою очередь, в 2001 году объединился с The Sumitomo Bank, образовав Sumitomo Mitsui Banking Corporation, на то время третий крупнейший в мире финансовый конгломерат.

## Составляющие Mitsui Group

### Члены группы в составе индексаNikkei 225
- Mitsui & Co. (Mitsui Bussan) — основная компания группы, основана в 1947 году, работает в различных отраслях; 44 тысячи сотрудников; штаб-квартира в Токио; 462 дочерние и аффилированные компании[4].
- Mitsui Chemicals — основана в 1997 году (основной предшественник — основанная в 1955 году Mitsui Petrochemical Industries, Ltd.)[5]; занимается производством пластмасс; основные направления: товары медицинского назначения (офтальмологические линзы, зубные протезы, синтетические волокна), продукция для пищевой промышленности (упаковочные материалы и агрохимия), продукция для автомобильной промышленности (смолы и пластмассы), другие пластмассы и химические соединения для промышленности; 13 тысяч сотрудников, 145 дочерних компаний; штаб-квартира в Токио, региональные офисы в США, Германии, Индии, Китае, Сингапуре и Бразилии[6].
- Mitsui Engineering & Shipbuilding — судостроением Mitsui занимается с 1917 года, с 1937 года верфи стали отдельной компанией Tama Shipyard в составе группы, с 1976 года эта компания называется Mitsui Engineering & Shipbuilding; штаб-квартира расположена в Токио; 13 тысяч сотрудников, оборот в 2015 году составил ¥800 млрд ($6,7 млрд)[7].
- Mitsui Fudosan — компания занимается строительством и торговлей недвижимостью; создана в 1941 году на основе строительного подразделения Mitsui Company; штаб-квартира в Токио, 1300 сотрудников, также работает в США, Китае, Великобритании, Тайване, Сингапуре и Гонконге; оборот в 2015 году составил ¥1,57 трлн ($13 млрд)[8].
- Mitsui Mining & Smelting — промышленная компания, занимается добычей и переработкой минерального сырья, в основном цветных металлов. Основана в 1950 году. Оборот в 2016 году составил ¥450,5 млрд ($4 млрд).
- Mitsui O.S.K. Lines — одна из крупнейших судоходных компаний Японии, образовалась в 1964 году в результате объединения OSK Line и Mitsui Steamship Co., Ltd. (судоходного подразделения Mitsui Bussan, ставшего самостоятельной компанией в 1942 году). Оборот в 2016 году составил ¥1,712 трлн ($15,2 млрд), 10 500 сотрудников, штаб-квартира в Токио.
- Mitsui Sumitomo Insurance — одна из крупнейших страховых компаний в Японии, занимающаяся всеми видами страхования кроме страхования жизни
- Mitsui Life Insurance Co.
- Mitsui-Soko Holdings
- JA Mitsui Leasing
- Aim Services Co., Ltd

## Другие компании, связанные с Mitsui Group
- Sony — производитель электроники
- Toshiba — производитель электроники и оператор электростанций
- Sumitomo Mitsui Financial Group — один из крупнейших финансовых конгломератов в мире.
- Sumitomo Mitsui Trust Holdings
- Sumitomo Mitsui Construction
- Shin Nippon Air Technologies
- Sapporo Brewery — пивоваренная компания
- Sanki Engineering
- Toray Industries
- Toyo Engineering Corporation
- Japan Steel Works — сталелитейная компания
- Sumitomo Mitsui Banking Corporation — дочерняя компания Sumitomo Mitsui Financial Group.
- Isetan Mitsukoshi Holdings
- Oji Paper — третья крупнейшая в мире компания целлюлозно-бумажной отрасли; основана в 1873 году и в последующие годы (до 1945 года) получала финансирование от Mitsui & Co., фактически став частью дзайбацу; оборот в 2015 году составил ¥1,434 трлн ($12 млрд); 33 тысячи сотрудников.
- Denka
- Nihon Unisys
- Ito-Yokado
- Sagami Railway
- Tokyo Broadcasting System
- Kanebo (Kao Corporation)
- Oriental Land
- Toyota Group — крупнейший производитель автомобилей в мире
- Komatsu Limited
- Vale (бразильская компания) — поставщик железной руды и другого минерального сырья
- Rio Tinto Group — поставщик железной руды и другого минерального сырья
- BHP Billiton — поставщик железной руды и другого минерального сырья
- Yamaha — крупнейший в мире производитель музыкальных инструментов
- Yanmar
- Sims Metal Management — владеет 18 % акций и имеет представителя в правлении.
- Columbia Asia
- IHH Healthcare Berhad — компания работает в сфере здравоохранения в Малайзии; Mitsui Group владеет 20,5 % акций и имеет представителя в правлении.